# 国立圣马尔科斯大学
国立圣马尔科斯大学（西班牙語：Universidad Nacional Mayor de San Marcos，缩写为UNMSM）是秘鲁最重要的公立大学。其主校区“大学城”位于秘鲁首都利馬。该校由神圣罗马帝国皇帝查理五世签署王室法令（行政命令）于1551年5月12日成立，这使得它成为在美洲正式成立的最古老的大学，同时也是世界上最古老的大学之一。学术上，圣马科斯大学在秘鲁国内数一数二。
圣马尔科斯大学在6个学术领域下分成20个學院，有60个专业学术学科。所有学院均提供本科和研究生学位。在校学生主体由从全国来的超过30000本科生和4000研究生以及一些国际学生组成。圣马尔科斯大学也有一些政府以下的事业单位如圣马科斯文化中心和利马国家历史博物馆。

## 歷史
國立聖馬爾科斯大学于1551年5月12日创建，为美洲最古老的大学之一。

## 知名校友
- 豪尔赫·德尔卡斯蒂略·加尔维斯 (Jorge del Castillo Gálvez) ：政治人物
- 阿兰·加西亚·佩雷斯 (Alan García Pérez)：政治人物
- 古斯塔沃·古鐵雷斯 (Gustavo Gutiérrez)：神学家
- 塞萨尔·巴列霍 (César Vallejo)：作家
- 马里奥·巴尔加斯·略萨 (Mario Vargas Llosa)：作家 ( 诺贝尔文学奖 2010年)